# Йейтс, Джек (футболист, 1861)
Джон Йейтс (англ. John Yates; 3 января 1861 — 1 июня 1917), более известный как Джек Йейтс (англ. Jack Yates) — английский футболист, крайний левый нападающий, известный по выступлениям за клубы «Блэкберн Олимпик», «Аккрингтон» и «Бернли». Обладатель Кубка Англии 1883 года. Провёл один матч за сборную Англии в 1889 году, в котором сделал хет-трик.

## Клубная карьера
Йейтс родился в Блэкберне и выступал за местную молодёжную футбольную команду «Блэк Принс». В 1880 году стал игроком клуба «Блэкберн Олимпик». В сезоне 1882/83 команда выиграла Кубок Англии, обыграв в финальном матче «Олд Итонианс».
В феврале 1886 года перешёл в «Аккрингтон», но уже через три месяца вернулся в «Блэкберн Олимпик». В 1887 году снова стал игроком «Аккрингтона». Летом 1888 года перешёл «Бернли», ставший одним из основателей Футбольной лиги Англии, первый сезон которой состоялся в том же году. 8 сентября 1888 года дебютировал в Футбольной лиге в матче против «Престон Норт Энд» (поражение 2:5). 27 октября Йейтс забил свой первый гол за «Бернли» в матче против «Ноттс Каунти» (поражение 1:6). Всего в сезоне 1888/89 Джек провёл в Футбольной лиге 21 матч и забил 5 голов. На протяжении пары лет играл в основном составе «Бернли», затем выступал за резервную команду клуба.

## Карьера в сборной
2 марта 1889 года дебютировал за сборную Англии в матче против сборной Ирландии на стадионе «Энфилд» в Ливерпуле. Стал первым представителем «Бернли» в составе сборной Англии. Англичане выиграли матч «довольно уверенно» со счётом 6:1, а Йейтс сделал хет-трик. Несмотря на это, больше он в сборную не вызывался. Йейтс является одним и пяти игроков, сделавших хет-трик в своём единственном матче за сборную Англии.
В 1888 году сыграл за сборную футбольной ассоциации графства Ланкашир.

## Достижения
«Блэкберн Олимпик»
- Обладатель Кубка Англии: 1883

## После завершения карьеры игрока
После завершения карьеры игрока работал по специальности — ткачом на хлопкоткатцком станке.
Также управлял пабом Brickmakers' Arms, который находился неподалёку от стадиона «Терф Мур» в Бернли. Умер от рака в июне 1917 года в возрасте 56 лет.